# Diclorotris(trifenilfosfina)rutenio(II)
Il diclorotris(trifenilfosfina)rutenio(II) è il composto di coordinazione con formula bruta C54H45Cl2P3Ru, generalmente espressa come RuCl2(PPh3)3. In condizioni normali è un solido grigio scuro, insolubile in acqua ma solubile in solventi organici. In questo composto il rutenio ha stato di ossidazione +2. Disponibile in commercio, è il più importante derivato fosfinico del rutenio. Viene usato come precursore per la sintesi di altri composti di rutenio, alcuni dei quali sono importanti per applicazioni in catalisi omogenea; un esempio è il catalizzatore di Grubbs.

## Struttura
RuCl2(PPh3)3 cristallizza con struttura cristallina monoclina, gruppo spaziale C2h5-P21/c, con costanti di reticolo a = 1801 pm, b = 2022 pm, c = 1236 pm e β = 90,5°, quattro unità di formula per cella elementare. Nella struttura sono presenti singole unità molecolari. La sfera di coordinazione dell'atomo di rutenio può essere considerata come pentacoordinata o ottaedrica. Nella raffigurazione pentacoordinata il rutenio è situato presso il centro della base di una piramide quadrata (vedi figura). La base contiene due atomi P e due atomi Cl entrambi in posizione trans. Il terzo atomo P all'apice della piramide ha distanza Ru-P (223 pm) circa 160 pm più corta delle distanze Ru-P alla base della piramide. Le distanze Ru-Cl sono di (239 pm). La raffigurazione ottaedrica considera che il sesto sito di coordinazione sia occupato da un atomo di idrogeno di un fenile; la distanza Ru-H è piuttosto lunga (239 pm), dando luogo ad un'interazione agostica molto debole.

## Sintesi
Il composto fu preparato per la prima volta da Lauri Vaska negli anni sessanta del secolo scorso, senza fornire dettagli della sintesi; nel 1965 ne fu determinata la struttura. Nel 1966 T. A. Stephenson e G. Wilkinson pubblicarono il metodo di sintesi; RuCl2(PPh3)3 si ottiene facendo reagire tricloruro di rutenio idrato e trifenilfosfina in metanolo a riflusso in atmosfera di azoto:
{\displaystyle {\ce {2RuCl3.3H2O + 7PPh3 -> 2RuCl2(PPh3)3 + 2HCl + 5H2O + OPPh3}}}

## Reattività
RuCl2(PPh3)3 è un complesso molto usato per la sintesi di altri complessi di rutenio. Le reazioni principali cui può dar luogo sono:
1) addizione di leganti donatori di una coppia di elettroni. Ad esempio con la piridina (py):
{\displaystyle {\ce {RuCl2(PPh3)3 + py -> RuCl2(PPh3)3(py)}}}
2) sostituzione di uno o più leganti; ad esempio con il monossido di carbonio e il ciclopentadienuro di sodio:
{\displaystyle {\ce {RuCl2(PPh3)3 + 2CO -> RuCl2(PPh3)2(CO)2 + PPh3}}}
{\displaystyle {\ce {RuCl2(PPh3)3 + Na(C5H5) -> RuCl(\eta^5-C5H5)(PPh3)2 + PPh3 + NaCl}}}

## Uso in sintesi organica
RuCl2(PPh3)3 è usato in reazioni di idrogenazione di nitroderivati, immine e chetoni, e per l'ossidazione di alcoli.

## Sicurezza
Il composto non è considerato pericoloso a norma del regolamento (CE) n. 1272/2008.